# آنجومانانکونا
آنجومانانکونا (به لاتین: Anjoman'ankona) یک منطقهٔ مسکونی در ماداگاسکار است که در ناحیه ماناندریانا واقع شده‌است. آنجومانانکونا ۷٬۰۲۱ نفر جمعیت دارد.